# XIX legislatura del Regno d'Italia
La XIX legislatura del Regno d'Italia ebbe inizio il 10 giugno 1895 e si concluse il 2 marzo 1897.

## Governi
Governi formati dai Presidenti del Consiglio dei ministri su incarico reale.
1. Governo Crispi IV (14 giugno 1894 - 10 marzo 1896), presidente Francesco Crispi (Sinistra storica)
  - Composizione del governo: Sinistra storica
2. Governo di Rudinì II (10 marzo 1896 - 11 luglio 1896), presidente Antonio Starrabba, Marchese di Rudinì (Destra storica)
  - Composizione del governo: Destra storica
3. Governo di Rudinì III (11 luglio 1896 - 14 dicembre 1897), presidente Antonio Starrabba, Marchese di Rudinì (Destra storica)
  - Composizione del governo: Destra storica

## Parlamento

### Camera dei Deputati
- Presidente
  - Tommaso Villa, dal 10 giugno 1895

Nella legislatura la Camera tenne 232 sedute.

### Senato del Regno
- Presidente
  - Domenico Farini, dal 10 giugno 1895

Nella legislatura il Senato tenne 124 sedute.